# Montecatini Terme

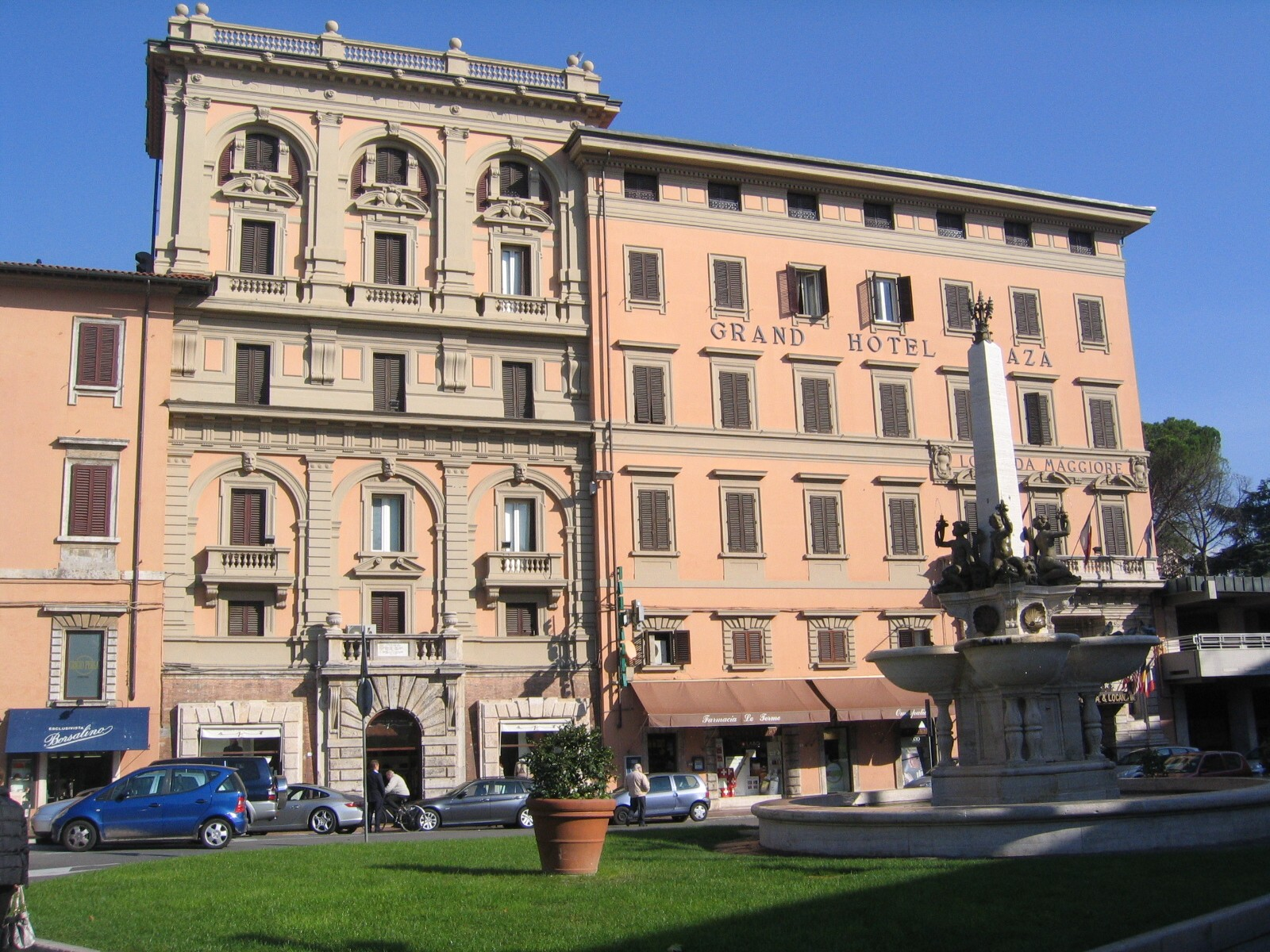
Centrum Montecatini Terme

Montecatini Terme /montecaˈtiːni ˈtɛːrme/ je italské město v toskánské provincii Pistoia, 50 km severozápadně od Florencie. Obec má rozlohu 17 km² a přibližně 21 tisíc obyvatel. Je to známé turistické a lázeňské centrum. Od roku 2021 je na seznamu Světového dědictví UNESCO v rámci položky Slavná lázeňská města Evropy.

## Vývoj počtu obyvatel
Počet obyvatel